# Napomyza gymnostoma
Napomyza gymnostoma este o specie de muște din genul Napomyza, familia Agromyzidae. A fost descrisă pentru prima dată de Friedrich Hermann Loew în anul 1858.
Este endemică în Polonia. Conform Catalogue of Life specia Napomyza gymnostoma nu are subspecii cunoscute.